# Miniopterus shortridgei
Miniopterus shortridgei (Laurie & Hill, 1957) è un pipistrello della famiglia dei Miniotteridi diffuso in Indonesia.

## Descrizione

### Dimensioni
Pipistrello di piccole dimensioni, con la lunghezza della testa e del corpo tra 33,5 e 46,3 mm, la lunghezza dell'avambraccio tra 33,3 e 39,3 mm, la lunghezza della coda tra 27,3 e 64 mm, la lunghezza della tibia tra 13,4 e 16,4 mm e la lunghezza delle orecchie tra 8,3 e 10,8 mm.

### Aspetto
Le parti dorsali e la gola sono bruno-nerastre scure, mentre le parti ventrali sono bruno-grigiastre. La fronte è molto alta e bombata, il muso è stretto e con le narici molto piccole. Le orecchie sono corte, triangolari, ben separate tra loro e con l'estremità arrotondata. Le ali sono attaccate posteriormente sulle caviglie. La lunga coda è inclusa completamente nell'ampio uropatagio. Il calcar è lungo e privo di carenatura.

## Biologia

### Alimentazione
Si nutre di insetti.

## Distribuzione e habitat
Questa specie è diffusa sulle isole indonesiane di Giava, Madura, Lombok, Sumbawa, Moyo, Alor, Wetar, Selaru nelle Isole Tanimbar, Timor, Semau, Roti e Sawu.

## Conservazione
La IUCN Red List, considerata la mancanza di informazioni recenti circa il suo areale, le minacce, l'ecologia e lo stato della popolazione, classifica M.shortridgei come specie con dati insufficienti (DD).